# Jake Nava
Jake Nava é um diretor britânico conhecido por seus trabalhos em vídeos musicais e comerciais de TV.

## Carreira
Nava se formou em cinema pela Universidade de Westminster. Após a faculdade, ele começou sua carreira dirigindo vídeos musicais e filmes para a MTV Sports. Ele criou vídeos para vários artistas, incluindo Britney Spears, Beyoncé, Adele, Mariah Carey, Alicia Keys, Arctic Monkeys e Lana Del Rey. Nava também dirigiu campanhas publicitárias para Armani, Puma, Bacardi e outras mais. Em 2013, ele dirigiu três vídeos de música para Beyoncé álbum visuais ("Partition", "Grown Woman" e "Flawless").

## Clipes
1994
- Lulu - "Goodbye Baby and Amen"

1995
- Mark Morrison - "Crazy (Remix)"

1996
- Mark Morrison - "Return of the Mack"
- Mark Morrison - "Horny"

1997
- Shola Ama - "You Might Need Somebody"
- Shola Ama - "You're The One I Love"
- The Bee Gees - "Still Waters (Run Deep)"

1998
- 911 - "All I Want Is You"
- Lo Fidelity Allstars featuring Pigeonhed - "Battle Flag"

1999
- Me One - "Old Fashioned"
- Urban Species featuring Imogen Heap - "Blanket"
- Beverley Knight - "Made It Back"
- Beverley Knight - "Greatest Day"
- Shola Ama - "Still Believe"

2000
- Tina Turner - "Whatever You Need"
- Jamelia - "Call Me"
- True Steppers & Dane Bowers featuring Victoria Beckham - "Out Of Your Mind"
- Glamma Kid - "Bills 2 Pay"
- Spice Girls - "Holler"

2001
- Dane Bowers - "Shut Up… And Forget About It"
- Roni Size/Reprazent - "Dirty Beats"
- Blue - "Too Close"
- Victoria Beckham - "Not Such An Innocent Girl"

2002
- Mis-Teeq - "B With Me"
- Ms. Dynamite - "It Takes More"
- Atomic Kitten - "It's OK"
- Atomic Kitten - "The Tide Is High (Get The Feeling)"
- Ms. Dynamite - "Dy-na-mi-tee"
- The Cranberries - "Stars"
- Holly Valance - "Naughty Girl"
- Atomic Kitten - "The Last Goodbye"
- Atomic Kitten - "Be With You"

2003
- Big Brovaz - "OK"
- Mis-Teeq - "Scandalous"
- Lisa Maffia - "All Over"
- Audio Bullys - "Way Too Long"
- Des'ree - "It's Okay"
- Nodesha - "Get It While It's Hot"
- Beyoncé featuring Jay-Z - "Crazy in Love"
- Mis-Teeq - "Can't Get It Back"
- Beyoncé featuring Sean Paul - "Baby Boy"
- 112 featuring Supercat - "Na, Na, Na"
- Blaque - "I'm Good"
- Nodesha - "That's Crazy"
- Kelis - "Milkshake"

2004
- Kylie Minogue - "Red Blooded Woman"
- Enrique Iglesias featuring Kelis - "Not In Love"
- Holly Valance - "State of Mind"
- Beyoncé - "Naughty Girl"
- Natasha Bedingfield - "Single"
- Dido - "Don't Leave Home"
- Usher - "Burn"
- Utada - "Easy Breezy"
- Brandy - "Who Is She 2 U"
- Britney Spears - "My Prerogative"
- Mis-Teeq - "One Night Stand (U.S. Version)"
- Lindsay Lohan - "Rumors"

2005
- Natalie Imbruglia - "Shiver"
- Lindsay Lohan - "Over"
- Destiny's Child - "Cater 2 U"
- Rooster - "You're So Right For Me"
- System of a Down - "B.Y.O.B."
- Lindsay Lohan - "First"
- Mariah Carey - "Shake It Off"
- Mariah Carey featuring Jermaine Dupri- "Get Your Number"
- Rolling Stones - "Streets Of Love"

2006
- Paul Oakenfold featuring Brittany Murphy - "Faster Kill Pussycat"
- George Michael - "An Easier Affair"
- Robbie Williams - "Lovelight"
- P!nk - "Nobody Knows"
- Roll Deep - Badman

2007
- Beyoncé featuring Shakira - "Beautiful Liar"

2008
- Beyoncé - "Single Ladies (Put A Ring On It)"

2009
- Britney Spears - "If U Seek Amy"
- Shakira - "She Wolf / Loba"
- Leona Lewis - "Happy (canção)

2010
- Alicia Keys - "Un-Thinkable (I'm Ready)"

2011
- Adele - "Someone like You"

2013
- Beyoncé - "Partition"
- Beyoncé - "Grown Woman"
- Beyoncé - "Flawless"

2014
- Arctic Monkeys - "Arabella (song)"
- Lana Del Rey - "Shades of Cool"

1. ↑  «Photography and Film - Westminster School of Media Arts and Design - University of Westminster, London». Consultado em 2 de setembro de 2016
2. ↑  «Jake Nava | Cherry». Consultado em 2 de setembro de 2016
3. ↑  «Jake Nava | IMVDb». IMVDb. Consultado em 2 de setembro de 2016